# Hydropus
Hydropus là một chi nấm trong họ Marasmiaceae. Chi này phân bố rộng rãi này chứa about 100 species, especially in tropical areas.

## Các loài
- Hydropus atramentosus
- Hydropus conicus
- Hydropus floccipes
- Hydropus funebris
- Hydropus kauffmanii
- Hydropus liciosae
- Hydropus marginellus
- Hydropus nitens
- Hydropus scabripes
- Hydropus serifluus
- Hydropus sphaerosporus
- Hydropus subalpinus
- Hydropus taxodii
- Hydropus trichoderma